# Mikko Huhtala
Mikko Kustaa Huhtala (* 30. března 1952 Lapua, Finsko) je bývalý finský zápasník, reprezentant v zápase řecko-římském. V roce 1980 na olympijských hrách v Moskvě vybojoval v kategorii do 74 kg bronzovou medaili, v roce 1976 na hrách v Montrealu vybojoval ve stejné kategorii čtvrté místo.
V roce 1981 vybojoval stříbro na mistrovství světa. V roce 1980 vybojoval stříbro, v roce 1978 páté a v letech 1976 a 1979 šesté místo na mistrovství Evropy.